# Kňaginino
Kňaginino (rusky Княгинино) je město v Nižněnovgorodské oblasti v Ruské federaci. Při sčítání lidu v roce 2010 mělo bezmála sedm tisíc obyvatel.

## Poloha a doprava
Kňaginino leží na Imze, levém přítoku Ugry v povodí Sury.

## Dějiny
První zmínka o zdejším osídlení je z 16. století, kdy car Ivan IV. Hrozný svěřil zdejší oblast knížeti Michailovi Ivanovičovi Vorotynskému. Název obce je následně odvozen z ruského slova pro knížectví.
V roce  1779 se Kňaginino stalo městem pod názvem Kňaginin a bylo správním střediskem ujezdu. O funkci správního střediska přišlo hned v roce 1796 a někdy mezi lety 1917–1926 ztratilo i status města.
V roce 1968 bylo povýšeno na sídlo městského typu a od roku 1998 je opět městem.

### Rodáci
- Vladimir Vasiljevič Markovnikov (1837–1904), chemik